# Onze Jongens 3
Onze Jongens 3 is een aankomende Nederlandse romantische komedie geregisseerd door Aram van de Rest. De film is een vervolg op Onze Jongens (2016) en Onze Jongens in Miami (2020).

## Verhaal
De film speelt zich een aantal jaren na de laatste film af, het klusbedrijf 'Onze Jongens' is inmiddels weer alleen bezig met echte klussen in plaats van stomende strip-acts. Als de knappe bouwvakker David ontdekt dat in het verleden hele andere klussen door het bedrijf werden gedaan, ziet hij mogelijkheden om uit de financiële problemen te komen. David weet zijn klusmaten over te halen om 'Onze Jongens' nieuw leven in te blazen en iedereen omver te blazen met hun moves.

## Rolverdeling
| acteur                | personage |
| --------------------- | --------- |
| Thijs Boermans        | David     |
| Rein van Duivenboden  | Jerry     |
| Diego González-Clark  | Tristan   |
| Denzel Slager         | Marcus    |
| Charly Luske          | Milo      |
| Martijn Fischer       | Bas       |
| Vajèn van den Bosch   | Daphne    |
| Kim-Lian van der Meij | n.n.b.    |
| Lone van Roosendaal   | n.n.b.    |

## Achtergrond
De film werd geregisseerd door Aram van de Rest en geproduceerd door Johan Nijenhuis en Ingmar Menning namens productiebedrijf Johan Nijenhuis & Co. Het scenario van de film is geschreven door Michiel Peereboom. De opnames van de film gingen in mei 2025 van start. De film dient als vervolg op de films Onze Jongens uit 2016 en Onze Jongens in Miami uit 2020, desondanks keerde alleen Martijn Fischer terug om zijn rol te hernemen. Hoofdrollen in de film waren weggelegd voor onder anderen Thijs Boermans, Rein van Duivenboden, Diego González-Clark, Denzel Slager en Charly Luske.

## Release
Op 31 juli 2025 werd de eerste trailer van de film naar buiten gebracht. Onze Jongens 3 staat gepland om op 16 oktober 2025 door distributeur Dutch FilmWorks in de Nederlandse bioscopen uitgebracht te worden.